# 타우피크 마흘루피
타우피크 마흘루피(아랍어: توفيق مخلوفي, 프랑스어: Taoufik Makhloufi, 1988년 4월 29일~)는 알제리의 육상 선수로 주 종목은 중거리 달리기이다. 2012년 하계 올림픽에서 남자 1500m 금메달을 획득했으며 2016년 하계 올림픽에서 800m와 1500m 종목 은메달을 획득했다.